# Jacek Popek (piłkarz)
Jacek Popek (ur. 20 sierpnia 1978 w Płocku) – polski piłkarz, grający na pozycji lewego obrońcy.
W GKS-ie Bełchatów występował od 2000 do 2012 roku. Wcześniej występował w Petrochemii, Petro, Orlenie Płock i Zawiszy Bydgoszcz. W Zawiszy zadebiutował dopiero 19 kwietnia 2013 w meczu ze Stomilem Olsztyn, gdyż wcześniej zmagał się z kontuzją, która wykluczyła go na kilka miesięcy. 7 maja 2013 rozwiązał kontrakt z klubem z Bydgoszczy za porozumieniem stron.